# Robert Woodrow Wilson
Robert Woodrow Wilson (Houston, 10. siječnja 1936.), američki radioastronom. Studirao u Houstonu i potom u Pasadeni na Kalifornijskom institutu za tehnologiju, gdje je i doktorirao 1962. Radio u Bellovim laboratorijima u Holmdelu, te je zajedno s A. A. Penziasom sastavio prijamni sustav kojim je otkriveno pozadinsko zračenje svemira, koje odgovara zračenju tvari na temperaturi 3 K preostaloj sa samih početaka stvaranja svemira (Veliki prasak). Za to su otkriće obojica, zajedno s P. L. Kapicom, dobili Nobelovu nagradu za fiziku 1978.

## Životopis
Robert Woodrow Wilson je američki astronom, dobitnik Nobelove nagrade za fiziku 1978., zajedno Arnom Allanom Penziasom za otkiće kozmičkog mikrovalnog pozadinskog zračenja. Nobelovu nagradu dobio je i Pjotr Leonidovič Kapica. Robert Woodrow Wilson rodio se u Houstonu u Teksasu, 1936. Studirao je na Sveučilištu Rice u Houstonu i na Kalifornijskom institutu tehnologije. Robert W. Wilson i Arno A. Penzias u laboratorijima tvrtke Bell u Holmdelu, SAD, radili su pokuse s velikom antenom. Izradili su prijemnu antenu u obliku roga, dugu 6 metara s vrlo osjetljivim prijemnikom, da bi razaznali slabe radiosignale s umjetnih satelita Echo 1 i Telstar. Penzias i Wilson odlučili su ispitati slabi šum koji je ometao prijem. Prvo su pomislili kako šum potječe iz smjera Mliječnog puta. Kada su uklonili sve moguće izvore zvuka, ostao je i dalje taj šum. U početku nisu znali što su otkrili. Nazvali su ga kozmičko mikrovalno pozadinsko zračenje. Ono je važno u vezi teorije velikog praska.

## Pozadinsko zračenje
Pozadinsko zračenje je elektromagnetsko zračenje cijele nebeske sfere, koje se sastoji od zračenja nerazlučenih zvijezda i galaktika, te od zračenja međuzvjezdanog i međugalaktičkoga plina. Spektar je pozadinskoga zračenja neprekidan, a maksimum postiže u području mikrovalova (valne duljine oko 1 mm). Mikrovalno pozadinsko zračenje odgovara spektru toplinskoga zračenja crnoga tijela pri temperaturi od 2,72548 K ± 0,00057 K. Otkrili su ga A. A. Penzias i R. W. Wilson 1965. i ono potvrđuje teoriju velikoga praska prema kojoj mikrovalno pozadinsko zračenje (reliktno zračenje) potječe iz doba približno 379 000 godina nakon velikog praska, kada se temperatura plina snizila na približno 3 000 K, pa su se stvorili neutralni atomi vodika. Ionizirani plin prethodnih doba nije bio proziran. Raspodjela izvora toga zračenja na nebeskoj sferi (pozadinska anizotropija) odražava raspored tvari u trenutku kada je svemir postao proziran. Drži se da je od tih početnih odstupanja u jednolikoj gustoći nastala današnja struktura svemira.